# Double Dragon: Neon

Double Dragon: Neon est un jeu vidéo de type beat them all développé par WayForward Technologies, édité par Majesco Entertainment et sorti sur  Xbox 360 et PlayStation 3 en 2012. Le jeu est un reboot de la série Double Dragon, 25 ans après la sortie de Double Dragon, le premier jeu de la série. Le jeu sort également sur PC le 6 février 2014.

## Accueil
- IGN : 3/10[3]
- Canard PC : 8/10[4]
- Jeuxvideo.com : 10/20[5]